# Lingua musicale
Una lingua musicale è un sistema di comunicazione basato sui suoni musicali piuttosto che sull'articolazione. Questo tipo di lingue può essere catalogato come un sottogruppo delle lingue artificiali o un insieme più ampio che racchiude al suo interno le lingue fischiate. Queste ultime dipendono da una lingua articolatoria di fondo, al giorno d'oggi in uso in varie culture per la comunicazione tra individui posti a grande distanza o come codici segreti. Il concetto mistico della lingua degli uccelli collega entrambe le categorie, poiché alcuni autori di lingue musicali a priori hanno sostenuto un'origine mistica o primigenia delle lingue fischiate.

## Lingue musicali

### Naturali
- Silbo gomero

### Artificiali
- Solresol
- Eaiea